# Presidente dell'Assemblea generale delle Nazioni Unite
Il presidente dell'Assemblea generale delle Nazioni Unite è l’organo atto a presiedere le sessioni dell’Assemblea generale delle Nazioni Unite.
Egli è eletto annualmente con votazione dall'Assemblea, secondo un criterio basato sul paese di provenienza, a sua volta inserito in un contesto di rotazione delle macro-zone geografiche: Nei fatti, la posizione deve seguire l’ordine di rotazione tra Africa, Asia, Europa orientale, America Latina e Caraibi, Europa occidentale ed infine il resto del mondo.
Le sessioni annuali iniziano di settembre e tutte le altre sessioni speciali tenute nel corso dell'anno sono presiedute dallo stesso presidente.
| Sessione                              | Anno | Presidente                   | Nazionalità       |
| ------------------------------------- | ---- | ---------------------------- | ----------------- |
| 1ª                                    | 1946 | Paul-Henri Spaak             | Belgio            |
| 1ª - Speciale                         | 1947 | Oswaldo Aranha               | Brasile           |
| 2ª                                    | 1947 | Oswaldo Aranha               | Brasile           |
| 2ª - Speciale                         | 1948 | José Arce                    | Argentina         |
| 3ª                                    | 1948 | Herbert Vere Evatt           | Australia         |
| 4ª                                    | 1949 | Carlos P. Rómulo             | Filippine         |
| 5ª                                    | 1950 | Nasrollah Entezam            | Iran              |
| 6ª                                    | 1951 | Luis Padilla Nevro           | Messico           |
| 7ª                                    | 1952 | Lester Pearson               | Canada            |
| 8ª                                    | 1953 | Vijaya Lakshmi Pandit        | India             |
| 9ª                                    | 1954 | Eelco Nicolaas van Kleffens  | Paesi Bassi       |
| 10ª                                   | 1955 | José Maza                    | Cile              |
| 1ª - Speciale di Emergenza            | 1956 | Rudecindo Ortega             | Cile              |
| 2ª - Speciale di Emergenza            | 1956 | Rudecindo Ortega             | Cile              |
| 11ª                                   | 1956 | Wan Waithayakon              | Thailandia        |
| 12ª                                   | 1957 | Leslie Munro                 | Nuova Zelanda     |
| 3ª - Speciale di Emergenza            | 1958 | Leslie Munro                 | Nuova Zelanda     |
| 13ª                                   | 1958 | Charles Habib Malik          | Libano            |
| 14ª                                   | 1959 | Víctor Andrés Belaúnde       | Perù              |
| 4ª - Speciale di Emergenza            | 1960 | Víctor Andrés Belaúnde       | Perù              |
| 15ª                                   | 1960 | Frederick Henry Boland       | Irlanda           |
| Terza speciale                        | 1961 | Frederick Henry Boland       | Irlanda           |
| 16ª                                   | 1961 | Mongi Slim                   | Tunisia           |
| 17ª                                   | 1962 | Muhammad Zafrulla Khan       | Pakistan          |
| 4ª - Speciale                         | 1963 | Muhammad Zafrulla Khan       | Pakistan          |
| 18ª                                   | 1963 | Carlos Sosa Rodriguez        | Venezuela         |
| 19ª                                   | 1964 | Alex Quaison-Sackey          | Ghana             |
| 20ª                                   | 1965 | Amintore Fanfani             | Italia            |
| 21ª                                   | 1966 | Abdul Rahman Pazhwak         | Afghanistan       |
| 5ª - Speciale                         | 1967 | Abdul Rahman Pazhwak         | Afghanistan       |
| 5ª - Speciale di Emergenza            | 1967 | Abdul Rahman Pazhwak         | Afghanistan       |
| 22ª                                   | 1967 | Corneliu Mănescu             | Romania           |
| 23ª                                   | 1968 | Emilio Arenales Catalan      | Guatemala         |
| 24ª                                   | 1969 | Angie Elisabeth Brooks       | Liberia           |
| 25ª                                   | 1970 | Edvard Hambro                | Norvegia          |
| 26ª                                   | 1971 | Adam Malik                   | Indonesia         |
| 27ª                                   | 1972 | Stanislaw Trepczynski        | Polonia           |
| 28ª                                   | 1973 | Leopoldo Benites             | Ecuador           |
| 6ª - Speciale                         | 1974 | Leopoldo Benites             | Ecuador           |
| 29ª                                   | 1974 | Abdelaziz Bouteflika         | Algeria           |
| 7ª - Speciale                         | 1975 | Abdelaziz Bouteflika         | Algeria           |
| 30ª                                   | 1975 | Gaston Thorn                 | Lussemburgo       |
| 31ª                                   | 1976 | Hamilton Shirley Amerasinghe | Sri Lanka         |
| 32ª                                   | 1977 | Lazar Mojsov                 | Jugoslavia        |
| 8ª - Speciale                         | 1978 | Lazar Mojsov                 | Jugoslavia        |
| 9ª - Speciale                         | 1978 | Lazar Mojsov                 | Jugoslavia        |
| 10ª - Speciale                        | 1978 | Lazar Mojsov                 | Jugoslavia        |
| 33ª                                   | 1978 | Indalecio Liévano            | Colombia          |
| 34ª                                   | 1979 | Salim A. Salim               | Tanzania          |
| 6ª - Speciale di Emergenza            | 1980 | Salim A. Salim               | Tanzania          |
| 7ª - Speciale di Emergenza            | 1980 | Salim A. Salim               | Tanzania          |
| 11ª - Speciale                        | 1980 | Salim A. Salim               | Tanzania          |
| 35ª                                   | 1980 | Rüdiger von Wechmar          | Germania Ovest    |
| 8ª - Speciale di Emergenza            | 1981 | Rüdiger von Wechmar          | Germania Ovest    |
| 36ª                                   | 1981 | Ismat T. Kittani             | Iraq              |
| 7ª - Speciale di Emergenza (Ripresa)  | 1982 | Ismat T. Kittani             | Iraq              |
| 9ª - Speciale di Emergenza            | 1982 | Ismat T. Kittani             | Iraq              |
| 12ª - Speciale                        | 1982 | Ismat T. Kittani             | Iraq              |
| 37ª                                   | 1982 | Imre Hollai                  | Ungheria          |
| 38ª                                   | 1983 | Jorge E. Illueca             | Panama            |
| 39ª                                   | 1984 | Paul J. F. Lusaka            | Zambia            |
| 40ª                                   | 1985 | Jaime de Piniés              | Spagna            |
| 13ª - Speciale                        | 1986 | Jaime de Piniés              | Spagna            |
| 41ª                                   | 1986 | Humayun Rasheed Choudhury    | Bangladesh        |
| 14ª - Speciale                        | 1986 | Humayun Rasheed Choudhury    | Bangladesh        |
| 42ª                                   | 1987 | Peter Florin                 | Germania Est      |
| 15ª - Speciale                        | 1988 | Peter Florin                 | Germania Est      |
| 43ª                                   | 1988 | Dante Maria Caputo           | Argentina         |
| 44ª                                   | 1989 | Joseph Nanven Garba          | Nigeria           |
| 16ª - Speciale                        | 1989 | Joseph Nanven Garba          | Nigeria           |
| 17ª - Speciale                        | 1990 | Joseph Nanven Garba          | Nigeria           |
| 18ª - Speciale                        | 1990 | Joseph Nanven Garba          | Nigeria           |
| 45ª                                   | 1990 | Guido de Marco               | Malta             |
| 46ª                                   | 1991 | Samir S. Shihabi             | Arabia Saudita    |
| 47ª                                   | 1992 | Stoyan Ganev                 | Bulgaria          |
| 48ª                                   | 1993 | Samuel Insanally             | Guyana            |
| 49ª                                   | 1994 | Amara Essy                   | Costa d'Avorio    |
| 50ª                                   | 1995 | Diogo Freitas do Amaral      | Portogallo        |
| 51ª                                   | 1996 | Razali Ismail                | Malaysia          |
| 10ª - Speciale di Emergenza (Ripresa) | 1997 | Razali Ismail                | Malaysia          |
| 19ª - Speciale                        | 1997 | Razali Ismail                | Malaysia          |
| 52ª                                   | 1997 | Hennadiy Udovenko            | Ucraina           |
| 10ª - Speciale di Emergenza (Ripresa) | 1998 | Hennadiy Udovenko            | Ucraina           |
| 20ª - Speciale                        | 1998 | Hennadiy Udovenko            | Ucraina           |
| 53ª                                   | 1998 | Didier Opertti Badan         | Uruguay           |
| 10ª - Speciale di Emergenza (Ripresa) | 1999 | Didier Opertti Badan         | Uruguay           |
| 21ª - Speciale                        | 1999 | Didier Opertti Badan         | Uruguay           |
| 53ª                                   | 1999 | Theo-Ben Gurirab             | Namibia           |
| 22ª - Speciale                        | 1999 | Theo-Ben Gurirab             | Namibia           |
| 23ª - Speciale                        | 2000 | Theo-Ben Gurirab             | Namibia           |
| 24ª - Speciale                        | 2000 | Theo-Ben Gurirab             | Namibia           |
| 55ª                                   | 2000 | Harri Holkeri                | Finlandia         |
| 10ª - Speciale di Emergenza (Ripresa) | 2000 | Harri Holkeri                | Finlandia         |
| 25ª - Speciale                        | 2001 | Harri Holkeri                | Finlandia         |
| 26ª - Speciale                        | 2001 | Harri Holkeri                | Finlandia         |
| 56ª                                   | 2001 | Han Seung-soo                | Corea del Sud     |
| 57ª                                   | 2002 | Jan Kavan                    | Rep. Ceca         |
| 58ª                                   | 2003 | Julian Hunte                 | Saint Lucia       |
| 59ª                                   | 2004 | Jean Ping                    | Gabon             |
| 60ª                                   | 2005 | Jan Eliasson                 | Svezia            |
| 61ª                                   | 2006 | Haya Rashed Al-Khalifa       | Bahrein           |
| 62ª                                   | 2007 | Srgjan Kerim                 | Macedonia         |
| 63ª                                   | 2008 | Miguel d'Escoto Brockmann    | Nicaragua         |
| 64ª                                   | 2009 | Ali Abdussalam Treki         | Libia             |
| 65ª                                   | 2010 | Joseph Deiss                 | Svizzera          |
| 66ª                                   | 2011 | Nassir Al-Nasser             | Qatar             |
| 67ª                                   | 2012 | Vuk Jeremić                  | Serbia            |
| 68ª                                   | 2013 | John William Ashe            | Antigua e Barbuda |
| 69ª                                   | 2014 | Sam Kutesa                   | Uganda            |
| 70ª                                   | 2015 | Mogens Lykketoft             | Danimarca         |
| 71ª                                   | 2016 | Peter Thomson                | Figi              |
| 72ª                                   | 2017 | Miroslav Lajčák              | Slovacchia        |
| 73ª                                   | 2018 | María Fernanda Espinosa      | Ecuador           |
| 74ª                                   | 2019 | Tijjani Muhammad-Bande       | Nigeria           |
| 75ª                                   | 2020 | Volkan Bozkir                | Turchia           |
| 76ª                                   | 2021 | Abdulla Shahid               | Maldive           |
| 77ª                                   | 2022 | Csaba Kőrösi                 | Ungheria          |
| 78ª                                   | 2023 | Dennis Francis               | Trinidad e Tobago |
| 79ª                                   | 2024 | Philémon Yang                | Camerun           |
| 80ª                                   | 2025 | Annalena Baerbock            | Germania          |